# Héctor Rojas Meza
Héctor Ferdinando Rojas Meza (Cabudare, Venezuela, 30 de mayo de 1888-Cabudare, Venezuela, 27 de diciembre de 1957) fue un poeta, periodista, maestro de escuela, funcionario de gobierno y cronista del municipio Palavecino.

## Biografía
Héctor Ferdinando Rojas Meza nació en el sector de Los Rastrojos de Cabudare del Estado Lara, el 30 de mayo de 1888, hijo de Alan Lisandro Rojas y de Mauricia Meza. sus estudios estaban a cargo de los preceptores Andrés María Verde y Luis Arzaga, en una escuela para varones. En 1908 Rojas Meza se estrena como funcionario público al ser designado Aferidor (Inspector de pesas y medidas del comercio) del distrito Cabudare, pasando por la Sindicatura Municipal y la Jefatura Civil del municipio Los Rastrojos.
el 10 de noviembre de 1909, contrae matrimonio con Marcolina de las Mercedes Valbuena Colmenárez, en la iglesia San Juan Bautista de Cabudare, donde procrearían a cinco muchachos: Blanca Nieves, Pompeyo José, Ada Josefina, Edgardo José y Dante José. Héctor Rojas Meza no sólo produjo iniciativas culturales, su sensibilidad social lo llevó a improvisar en 1918, un dispensario que llamó Sagrada Familia con el firme deseo de confrontar la epidemia denominada gripe española, terrible flagelo que afectó todo el territorio nacional, causando estragos entre los pobladores.
Y pese al abrumador cuadro sanitario, se incorporó asiduamente como enfermero ad honorem, para combatir la urgencia. Inyectaba, proporcionaba medicinas y alimentaba a los moribundos enfermos. El aseo personal de éstos también era su responsabilidad. A partir de 1919,  Don Federico Carmona emprende una serie de viajes a pueblos fronterizos de Carora como, Barquisimeto, Cabudare, Acarigua, Araure, Guanare, Aroa, Tucacas, Chivacoa, Boca de Aroa, Urachiche, Churuguara, Siquisique, Quíbor, El Tocuyo, Carache, los Humocaro, con el propósito de desarrollar la estructura funcional del diario.
Desde su curul como segundo vicepresidente del Concejo Municipal palavecinense, en 1922, Rojas Meza incendia el alma del auditorio con sus propuestas adelantadas para optimizar la educación del escolar. Los votos unánimes de la cámara de ese entonces, le respaldaron.
En 1934 encontramos al noble maestro en una escuela nocturna denominada Monseñor Ponte, sin desatender sus múltiples funciones. La vocación de servicio prevaleció por sobre todo, el maestro Rojas Meza aceptaría el cargo sin retribución alguna. También figuraría como miembro principal del Jurado Examinador de las escuelas del entonces municipio Cabudare, desde donde libró una fragosa batalla por mejorar los centros educativos de la jurisdicción.
El 24 de junio de 1936, Héctor Rojas Meza pronunció un corto pero elocuente discurso. Ese día, el pueblo de Cabudare abría sus brazos a la cultura universal, pues se estaba construyendo el escenario social soñado por muchos: la fundación de la primera biblioteca pública en la región. encontraríamos de nuevo a Rojas Meza en 1938, como el fundador de la primera Tropa Scout de Cabudare junto con su hijo, Dante José Rojas Valbuena.

## Obras
- Arpegios, (1916)
- Canta a la Raza, (1918)
- El Inmortal, (1920)
- El Evangelio, (1922)
- Acróstico Floral, (1924)
- Patria, (1924)
- El Cantar de mis Cantares, (1927)